# چوی
چوی (به لاتین: Chuy) یک منطقهٔ مسکونی در اروگوئه است که در بخش روچا واقع شده‌است. چوی ۹٬۶۷۵ نفر جمعیت دارد و ۱۳ متر بالاتر از سطح دریا واقع شده‌است.